# Europese kampioenschappen baanwielrennen 2023
De Europese kampioenschappen baanwielrennen 2023 waren de 14e editie van de Europese kampioenschappen baanwielrennen die georganiseerd werden door de UEC van 8 tot en met 12 februari in Grenchen, Zwitserland. Er stonden 22 onderdelen op het programma; 11 onderdelen bij zowel vrouwen als mannen.

## Schema
| Datum                | Onderdeel mannen                               | Onderdeel vrouwen                        |
| -------------------- | ---------------------------------------------- | ---------------------------------------- |
| Woensdag 8 februari  | Afvalkoers, teamsprint                         | teamsprint, scratch                      |
| Donderdag 9 februari | Ploegenachtervolging, puntenkoers, 1km tijdrit | Ploegenachtervolging, afvalkoers         |
| Vrijdag 10 februari  | Scratch, achtervolging                         | Sprint, omnium                           |
| Zaterdag 11 februari | Sprint, omnium                                 | Puntenkoers, achtervolging, 500m tijdrit |
| Zondag 12 februari   | Keirin, koppelkoers                            | Keirin, koppelkoers                      |

## Selecties

### België
- Mannen
  - Duuronderdelen: Jules Hesters, Tuur Dens, Lindsay De Vylder, Robbe Ghys, Fabio Van Den Bossche, Thibaut Bernard, Noah Vandenbranden
  - Sprintonderdelen: -
- Vrouwen
  - Duuronderdelen: Shari Bossuyt, Lotte Kopecky
  - Sprintonderdelen: Nicky Degrendele, Julie Nicolaes

### Nederland[2]
- Mannen
  - Duuronderdelen: Roy Eefting, Yoeri Havik, Philip Heijnen, Vincent Hoppezak, Brian Megens, Jan-Willem van Schip
  - Sprintonderdelen: Roy van den Berg, Jeffrey Hoogland, Harrie Lavreysen, Tijmen van Loon
- Vrouwen
  - Duuronderdelen: Maike van der Duin, Marit Raaijmakers
  - Sprintonderdelen: Kyra Lamberink, Steffie van der Peet, Hetty van de Wouw

## Medaillewinnaars

### Mannen
| Onderdeel             | 1                                                                               | 1                                                                               | 1                                                                                       |
| --------------------- | ------------------------------------------------------------------------------- | ------------------------------------------------------------------------------- | --------------------------------------------------------------------------------------- |
| Sprint                | Harrie Lavreysen                                                                | Mateusz Rudyk                                                                   | Rayan Helal                                                                             |
| Teamsprint            | Nederland Jeffrey Hoogland Harrie Lavreysen Roy van den Berg Tijmen van Loon    | Verenigd Koninkrijk Jack Carlin Alistair Fielding Hamish Turnbull Joseph Truman | Frankrijk Timmy Gillion Melvin Landerneau Sébastien Vigier                              |
| Achtervolging         | Jonathan Milan                                                                  | Daniel Bigham                                                                   | Tobias Buck-Gramcko                                                                     |
| Ploegenachtervolging  | Italië Filippo Ganna Francesco Lamon Jonathan Milan Manlio Moro Simone Consonni | Verenigd Koninkrijk Daniel Bigham Charlie Tanfield Ethan Vernon Oliver Wood     | Frankrijk Thomas Denis Corentin Ermenault Quentin Lafargue Benjamin Thomas Adrien Garel |
| Keirin                | Harrie Lavreysen                                                                | Patryk Rajkowski                                                                | Jeffrey Hoogland                                                                        |
| Omnium                | Benjamin Thomas                                                                 | Simone Consonni                                                                 | William Perrett                                                                         |
| Tijdrit (1 kilometer) | Jeffrey Hoogland                                                                | Alejandro Martínez                                                              | Maximilian Dörnbach                                                                     |
| Puntenkoers           | Simone Consonni                                                                 | Albert Torres                                                                   | Donavan Grondin                                                                         |
| Scratch               | Oliver Wood                                                                     | Roy Eefting                                                                     | Donavan Grondin                                                                         |
| Afvalkoers            | Tim Torn Teutenberg                                                             | Rui Oliveira                                                                    | Philip Heijnen                                                                          |
| Koppelkoers           | Duitsland Roger Kluge Theo Reinhardt                                            | Italië Simone Consonni Elia Viviani                                             | Frankrijk Donavan Grondin Benjamin Thomas                                               |

### Vrouwen
| Onderdeel            | 1                                                                                     | 1                                                                                         | 1                                                                  |
| -------------------- | ------------------------------------------------------------------------------------- | ----------------------------------------------------------------------------------------- | ------------------------------------------------------------------ |
| Sprint               | Lea Sophie Friedrich                                                                  | Pauline Grabosch                                                                          | Sophie Capewell                                                    |
| Teamsprint           | Duitsland Lea Sophie Friedrich Pauline Grabosch Emma Hinze Alessa-Catriona Pröpster   | Verenigd Koninkrijk Lauren Bell Emma Finucane Katy Marchant Sophie Capewell               | Nederland Kyra Lamberink Steffie van der Peet Hetty van de Wouw    |
| Achtervolging        | Franziska Brauße                                                                      | Josie Knight                                                                              | Mieke Kröger                                                       |
| Ploegenachtervolging | Verenigd Koninkrijk Katie Archibald Neah Evans Josie Knight Anna Morris Elinor Barker | Italië Martina Alzini Elisa Balsamo Martina Fidanza Vittoria Guazzini Letizia Paternoster | Duitsland Franziska Brauße Lisa Klein Mieke Kröger Laura Süßemilch |
| Keirin               | Lea Sophie Friedrich                                                                  | Emma Finucane                                                                             | Emma Hinze                                                         |
| Omnium               | Katie Archibald                                                                       | Daria Pikulik                                                                             | Lotte Kopecky                                                      |
| Tijdrit (500 m)      | Emma Hinze                                                                            | Taky Marie-Divine Kouamé                                                                  | Hetty van de Wouw                                                  |
| Puntenkoers          | Anita Stenberg                                                                        | Shari Bossuyt                                                                             | Marie Le Net                                                       |
| Scratch              | Maria Martins                                                                         | Eukene Larrarte                                                                           | Daria Pikulik                                                      |
| Afvalkoers           | Lotte Kopecky                                                                         | Valentine Fortin                                                                          | Maike van der Duin                                                 |
| Koppelkoers          | Verenigd Koninkrijk Katie Archibald Elinor Barker                                     | Frankrijk Victoire Berteau Clara Copponi                                                  | Italië Elisa Balsamo Vittoria Guazzini                             |

(Cursief staan renners die wel in de kwalificatie maar niet in de finale in actie kwamen.)

## Medaillespiegel
| Plaats | Land                | Goud | Zilver | Brons | Totaal |
| 1      | Duitsland           | 7    | 1      | 5     | 13     |
| 2      | Verenigd Koninkrijk | 4    | 6      | 2     | 12     |
| 3      | Nederland           | 4    | 1      | 5     | 10     |
| 4      | Italië              | 3    | 3      | 1     | 7      |
| 5      | Frankrijk           | 1    | 3      | 7     | 11     |
| 6      | België              | 1    | 1      | 1     | 3      |
| 7      | Portugal            | 1    | 1      | 0     | 2      |
| 8      | Noorwegen           | 1    | 0      | 0     | 1      |
| 9      | Polen               | 0    | 3      | 1     | 4      |
| 10     | Spanje              | 0    | 3      | 0     | 3      |
| Totaal | Totaal              | 22   | 22     | 22    | 66     |